# 亞速區

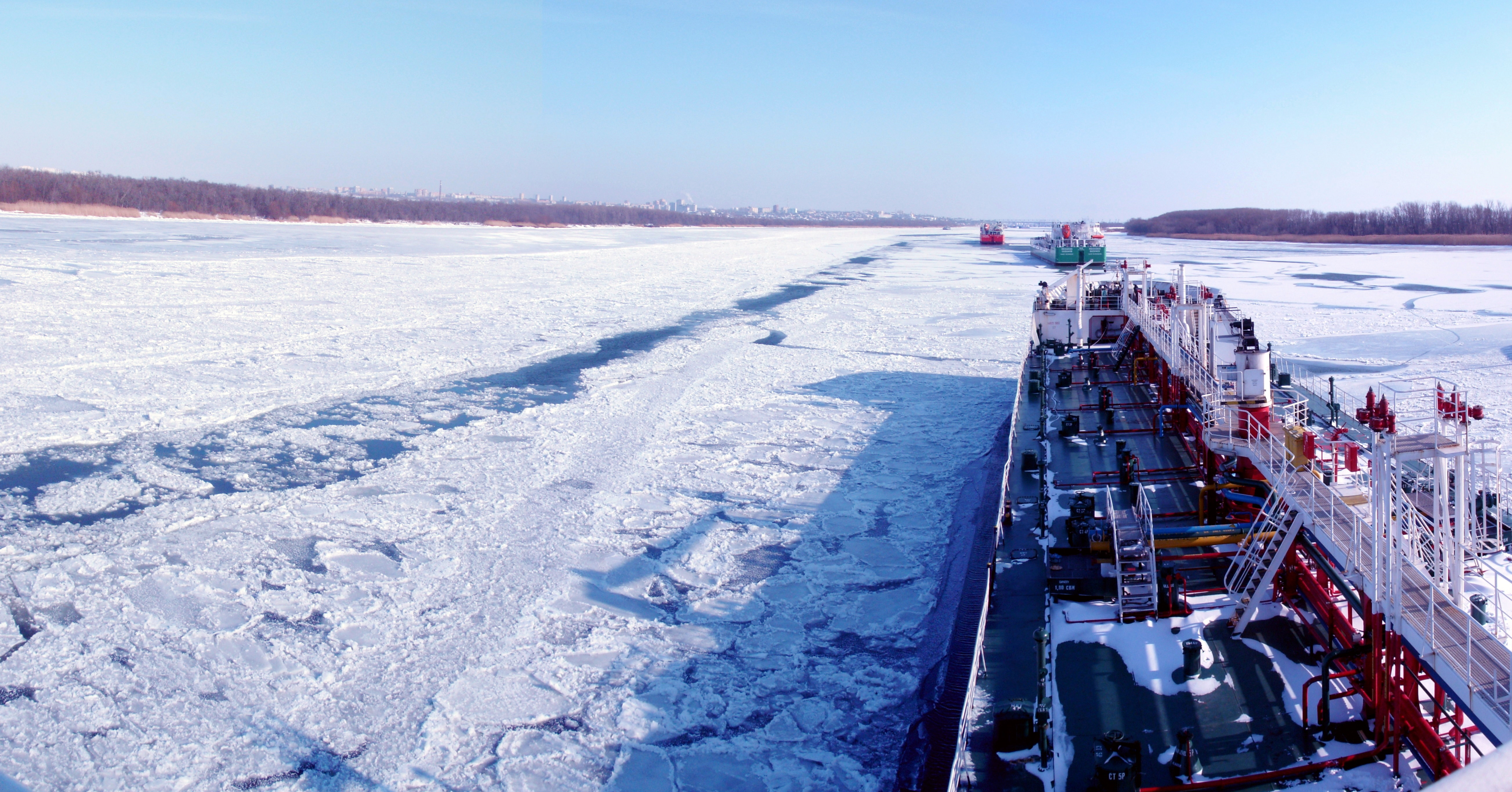

47°06′N 39°25′E / 47.100°N 39.417°E
亞速區（俄语：Азовский район），是俄羅斯的一個區，位於該國西南部，由羅斯托夫州負責管轄，面積2,862平方公里，2010年人口93,579，人口密度每平方公里32.7人。